# ジョン・F・ガウチャー

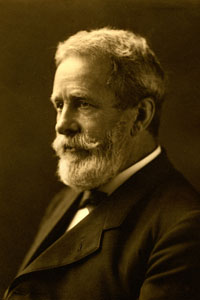
ジョン・F・ガウチャー

ジョン・フランクリン・ガウチャー（John Franklin Goucher、1845年6月7日 - 1922年7月19日）は、アメリカ合衆国の宣教師であり、ボルティモア女子大学（現ガウチャー大学）設立者、モルガン大学設立者である。また、日本においては青山学院の設立にも大きな貢献を果たした。

## 人物
1845年、ペンシルベニア州ウェインズボロに生まれた。1868年にディッキンソン大学を卒業する。1872年に修士号を取得、1885年に博士号を取得した。名誉神学博士、名誉法学博士である。
1869年米国メソジスト監督教会ボルティモア年会で按手礼を受けて牧師になり、伝道を開始。世界市民の考えによる超教派的宣教を目指し、世界各地の宗教教育と伝道を行った。
ガウチャーは、1877年に資産家の遺産の相続人であるメアリー・セシリー・フィッシャーと結婚する。インド、中国、日本のメソジスト派の宣教のために多額の援助を行った。また、キリスト教の教育に莫大な私財を投じた。

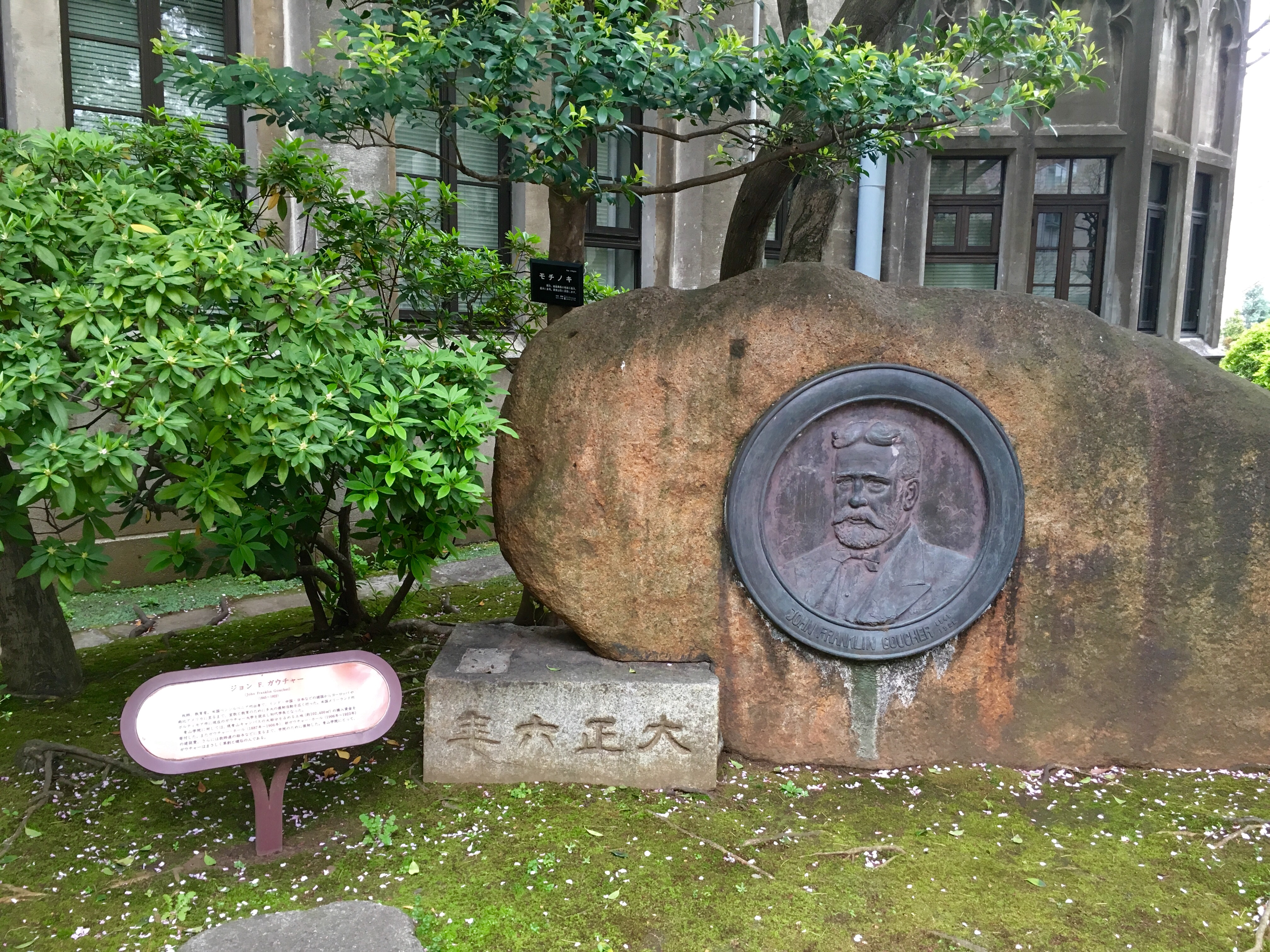
青山学院青山キャンパス内の石碑

日本においては、青山学院の設立に貢献した。ガウチャーにより6万ドルを超える援助がなされ美會神学校が設立された。この援助金は、青山の土地購入資金や校舎の建築資金にも使われた。ガウチャーは青山学院には特に関心をもって、数回来日した際に訪れている。彼の名を冠して青山学院大学の前身である東京英和学校にはガウチャー・ホールが建設されたが、新ガウチャー・ホールの建設によって解体され、新校舎も関東大震災で大破したため、どちらも現存していない。現在、青山学院大学のビルの一つは、彼の名にちなみガウチャー・メモリアル・ホールと呼ばれている。
黒人のための初の大学であるモルガン大学（現モルガン州立大学）の創立者であり、また1889年にメリーランド州にボルティモア女子大学を設立した（現ガウチャー大学）。1890年より1908年までガウチャー大学の学長を務めた。
1919年に日本政府より勲三等旭日章を受章する。1922年、逝去。